# Páramotapakul

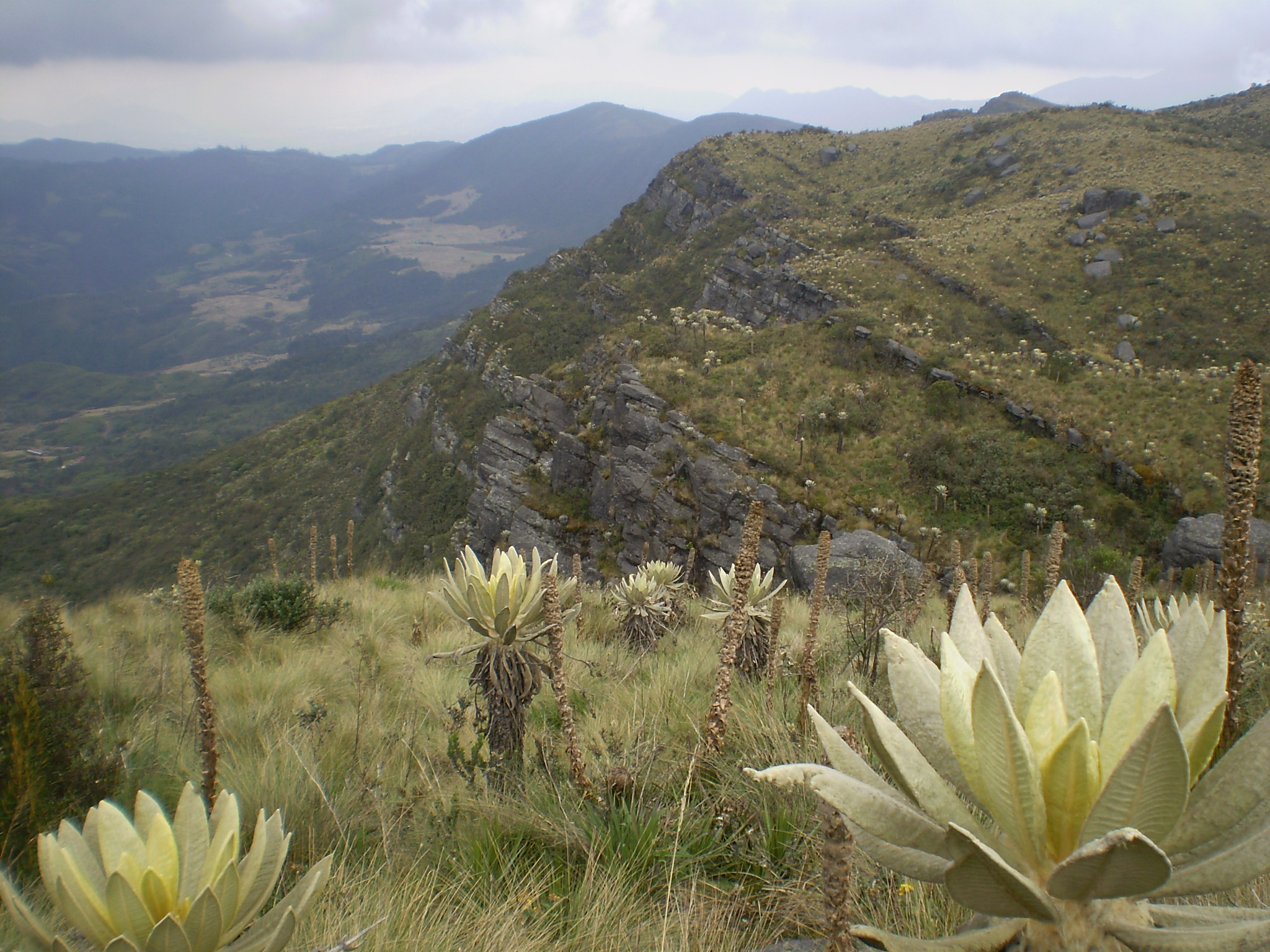
Fågeln har fått sitt namn av vegetationstypen páramo som hittas över trädgränsen i Anderna i norra Sydamerika och angränsande Centralamerika.

Páramotapakul (Scytalopus opacus) är en fågel i familjen tapakuler inom ordningen tättingar.

## Utseende och läte
Páramotapakulen är en liten, musliknande fågel. Hanen är mestadels mörkgrå, honan brun ovan och grå under. Båda könen har mycket svaga tvärband på bakre delen av kroppen. Arten liknar flera andra tapakuler och skiljs bäst på utbredningsområde, höjd över havet, levnadsmiljö och läten. Sången består av ett torrt, cikadalikt skallrande som varar två till sex sekunder för att upprepas efter en paus.

## Utbredning och systematik
Páramotapakulen förekommer i centrala Anderna från Colombia till östcentrala Ecuador. Den behandlas som monotypisk, det vill säga att den inte delas in i några underarter. Tidigare inkluderades lojatapakulen i arten, men denna urskiljs numera vanligen som egen art, dock ej av IUCN.

## Levnadssätt
Páramotapakul hittas högt i Anderna i buskmarker och kanter av elfinskog. Den håller sig dold i tät vegetation, vanligen nära marken.

## Status
IUCN kategoriserar den som livskraftig men inkluderar lojatapakulen i bedömningen.

## Namn
Början av namnet kommer från vegetationstypen páramo.